# Anneclaire Ter Brugge
Anneclaire Ter Brugge (ur. 20 lutego 2002 w Denekamp) – holenderska siatkarka, grająca na pozycji atakującej.
Jej chłopak Rik Van Solkema, również jest siatkarzem.
Anneclaire Ter Brugge grając w 2. części sezonu 2022/2023 w OnlyBio Pałac Bydgoszcz, najwięcej 21 punktów zdobyła w 20. kolejce w meczu 5-setowym przeciwko Grupie Azoty Chemikowi Police - Statystyki Anneclaire Ter Brugge w OnlyBio Pałac Bydgoszcz w 2. części sezonu 2022/2023.

## Sukcesy klubowe
Superpuchar Rumunii:
- 2023[7]